# Impossible à aimer
Albums de Cœur de pirate
Perséides
(2021)
Impossible à aimer est le sixième album studio de la chanteuse québécoise Cœur de pirate sorti en octobre 2021. Inspirée par ses aventures amoureuses, Béatrice Martin choisit le titre Impossible à aimer comme un clin d'œil aux commentaires sur sa vie amoureuse publiés au fil des années par la presse. 

## Écriture des chansons
L'album avait à l'origine un penchant folk-country mais son opération aux cordes vocales en mars 2021 pour un polype hémorragique lui a fait changer de direction et se tourner vers une sonorité inspirée de la chanson française des années 1970 comme en témoigne le titre On s'aimera toujours. L'album est également composé de quelques ballades dont Une chanson brisée qui rappelle son album Blonde.
Pour écrire les chansons, elle s'inspire de ses différentes relations amoureuses au fil des années et comment ces histoires parfois malheureuses peuvent mettre à mal la confiance en l'amour.

## Liste des titres
Toutes les chansons sont écrites et composées par Béatrice Martin.
| Impossible à aimer | Impossible à aimer          | Impossible à aimer | Impossible à aimer | Impossible à aimer | Impossible à aimer | Impossible à aimer | Impossible à aimer | Impossible à aimer | Impossible à aimer |
| No                 | Titre                       | Durée              |                    |                    |                    |                    |                    |                    |                    |
| ------------------ | --------------------------- | ------------------ | ------------------ | ------------------ | ------------------ | ------------------ | ------------------ | ------------------ | ------------------ |
| 1.                 | Une chanson brisée          | 3:11               |                    |                    |                    |                    |                    |                    |                    |
| 2.                 | On s'aimera toujours        | 3:28               |                    |                    |                    |                    |                    |                    |                    |
| 3.                 | Une complainte dans le vent | 3:01               |                    |                    |                    |                    |                    |                    |                    |
| 4.                 | Le Pacifique                | 3:37               |                    |                    |                    |                    |                    |                    |                    |
| 5.                 | Tu ne seras jamais là       | 3:07               |                    |                    |                    |                    |                    |                    |                    |
| 6.                 | Dans l'obscurité            | 4:08               |                    |                    |                    |                    |                    |                    |                    |
| 7.                 | Tu peux crever là-bas       | 3:23               |                    |                    |                    |                    |                    |                    |                    |
| 8.                 | Crépuscule                  | 3:45               |                    |                    |                    |                    |                    |                    |                    |
| 9.                 | Le monopole de la douleur   | 3:59               |                    |                    |                    |                    |                    |                    |                    |
| 10.                | Hélas                       | 2:09               |                    |                    |                    |                    |                    |                    |                    |
| 33:52              |                             |                    |                    |                    |                    |                    |                    |                    |                    |

## Classements
| Classements                  | Meilleure position |
| ---------------------------- | ------------------ |
| Belgique (Wallonie Ultratop) | 13                 |
| France (SNEP Megafusion)     | 36                 |
| Suisse (Schweizer Hitparade) | 59                 |